# Electró
L'electró (e− o β−) és una partícula subatòmica amb una càrrega elèctrica elemental negativa. És un leptó de primera generació i, com que no té cap component o subestructura que es conegui, se sol considerar una partícula elemental. Té una massa que és aproximadament 1/1836 vegades la del protó. El moment angular (espín) intrínsec de l'electró és un valor semienter en unitats de ħ, la qual cosa significa que és un fermió. La seva antipartícula s'anomena positró: és idèntica excepte pel fet que té càrregues —entre elles, l'elèctrica del signe oposat. Quan un electró col·lideix amb un positró, les dues partícules poden resultar totalment anihilades i produir fotons de raigs gamma.
Els electrons, que pertanyen a la primera generació de la família de partícules dels leptons, participen en les interaccions fonamentals gravitatòria, electromagnètica i nuclear feble. Com tota la matèria, tenen propietats mecanicoquàntiques tant de partícules com d'ones, de tal manera que poden col·lidir amb altres partícules i poden ser difractades com la llum. Aquesta dualitat es demostra d'una millor manera en experiments amb electrons a causa de la seva ínfima massa. Com que un electró és un fermió, de cap manera dos electrons poden ocupar el mateix estat quàntic, segons el principi d'exclusió de Pauli.
El concepte d'una quantitat indivisible de càrrega elèctrica fou teoritzat per explicar les propietats químiques dels àtoms; el primer a treballar-ho fou el filòsof naturalista britànic Richard Laming l'any 1838. El nom «electró» per aquesta càrrega fou introduït el 1894 pel físic irlandès George Johnstone Stoney. L'electró fou identificat com una partícula l'any 1897 per Joseph John Thomson i el seu equip de físics britànics.
En molts fenòmens físics, com ara l'electricitat, el magnetisme o la conductivitat tèrmica, els electrons tenen un paper essencial. Un electró que es mou amb relació a un observador genera un camp elèctric i és desviat per camps magnètics externs. Quan s'accelera un electró, pot absorbir o radiar energia en forma de fotons. Els electrons, juntament amb nuclis atòmics formats de protons i neutrons, formen els àtoms; tanmateix, els electrons contribueixen amb menys d'un 0,06% a la massa total d'aquests. La mateixa força de Coulomb que causa l'atracció entre protons i electrons també fa que els electrons quedin enllaçats. L'intercanvi o compartició d'electrons entre dos o més àtoms és la causa principal de l'enllaç químic.
Els electrons poden ser creats mitjançant la desintegració beta d'isòtops radioactius i en col·lisions d'alta energia com, per exemple, l'entrada d'un raig còsmic a l'atmosfera. D'altra banda, poden ser destruïts per anihilació amb positrons, i poden ser absorbits durant la nucleosíntesi estel·lar. Existeixen instruments de laboratori capaços de contenir i observar electrons individuals així com plasma d'electrons; a més, alguns telescopis poden detectar plasma d'electrons a l'espai exterior. Els electrons tenen moltes aplicacions, entre elles l'electrònica, la soldadura, els tubs de raigs catòdics, els microscopis electrònics, la radioteràpia, els làsers, els detectors d'ionització gasosa i els acceleradors de partícules.

## Història

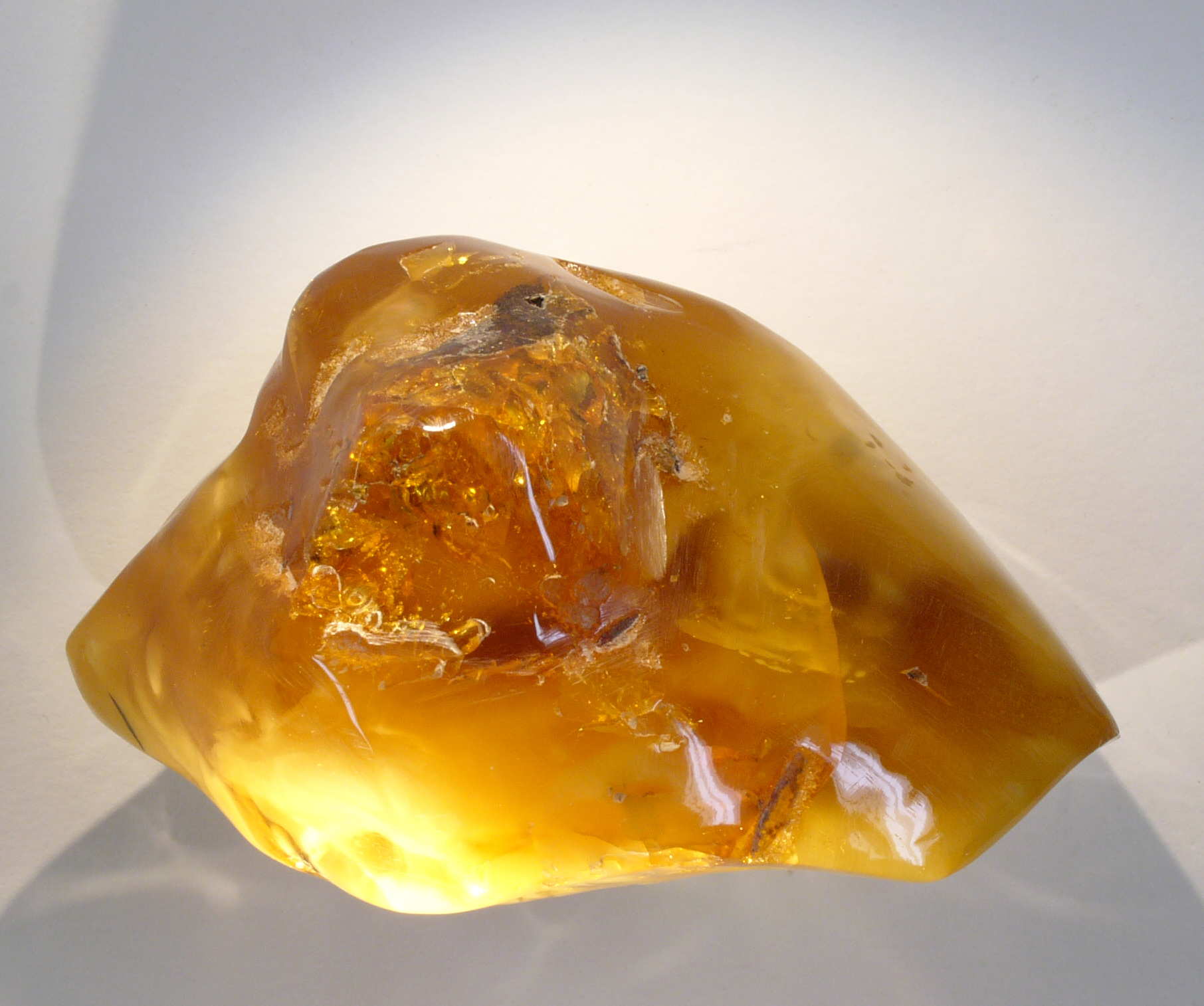
Ambre

Els grecs antics es van adonar que l'ambre atreia petits objectes quan se'l fregava contra pelatge. Juntament amb el llamp, aquest fenomen és una de les primeres experiències conegudes dels humans amb l'electricitat. En el seu tractat de 1600 De Magnete, el científic anglès William Gilbert va definir el terme neollatí electricus per referir-se a la propietat d'un objecte d'atraure petits objectes després de ser fregat. Tant les paraules «elèctric» com «electricitat» deriven del llatí electrum, que al seu torn prové de la paraula grega «ήλεκτρον» («ēlektron»), que significa 'ambre'.
Als inicis dels anys 1700, Francis Hauksbee i Charles François de Cisternay du Fay van descobrir, cadascun per la seva banda, el que creien que eren dos tipus d'electricitat friccional: un generat pel fregament amb vidre, i l'altre pel fregament amb resina. A partir d'això, Du Fay va teoritzar que l'electricitat consistia en dos fluids elèctrics, el «vitri» i el «resinós», que estaven separats per la fricció i que es neutralitzaven l'un a l'altre quan eren combinats. Una dècada més tard, Benjamin Franklin proposà que l'electricitat no provenia de dos tipus diferents de fluid elèctric sinó d'un mateix fluid a pressions diferents; els donà la nomenclatura de càrrega moderna de «positiva» i «negativa», respectivament. Franklin pensava que el portador de càrrega era positiu, però no va identificar correctament quina situació reflectia un excedent del portador de càrrega i quina era un dèficit.
Entre el 1838 i el 1851, el filòsof naturalista britànic Richard Laming va desenvolupar la idea que un àtom estava compost d'un nucli de matèria envoltat per partícules subatòmiques amb càrrega elèctrica. A partir del 1846, el físic alemany William Weber teoritzà que l'electricitat estava composta de fluids carregats positivament i negativament, i que la seva interacció estava governada per la llei de l'invers del quadrat. Més tard, després d'estudiar el fenomen de l'electròlisi, el físic irlandès George Johnstone Stoney va suggerir que existia una «única quantitat definida d'electricitat», la càrrega d'un ió monovalent; fou capaç d'estimar el valor d'aquesta càrrega elemental e mitjançant les lleis de Faraday de l'electròlisi. Tanmateix, Stoney creia que aquestes càrregues estaven lligades permanentment a àtoms i que no podien ser remogudes. El 1881, el físic alemany Hermann von Helmholtz argumentà que tant les càrregues positiva com negativa estaven dividides en parts elementals, cadascuna de les quals es comportava com a «àtoms d'electricitat».
El 1894, Stoney va establir el terme anglès «electron» per descriure aquests canvis elementals: «[…] es feu una estimació de la quantitat real d'aquesta unitat d'electricitat fonamental, que és la més remarcable, per la qual m'he aventurat a suggerir el nom electron». La paraula «electró», que deriva de l'anglès, és una combinació de la paraula «electricitat» i del sufix grec –tron ('el mitjà pel qual es fa').

### Descobriment

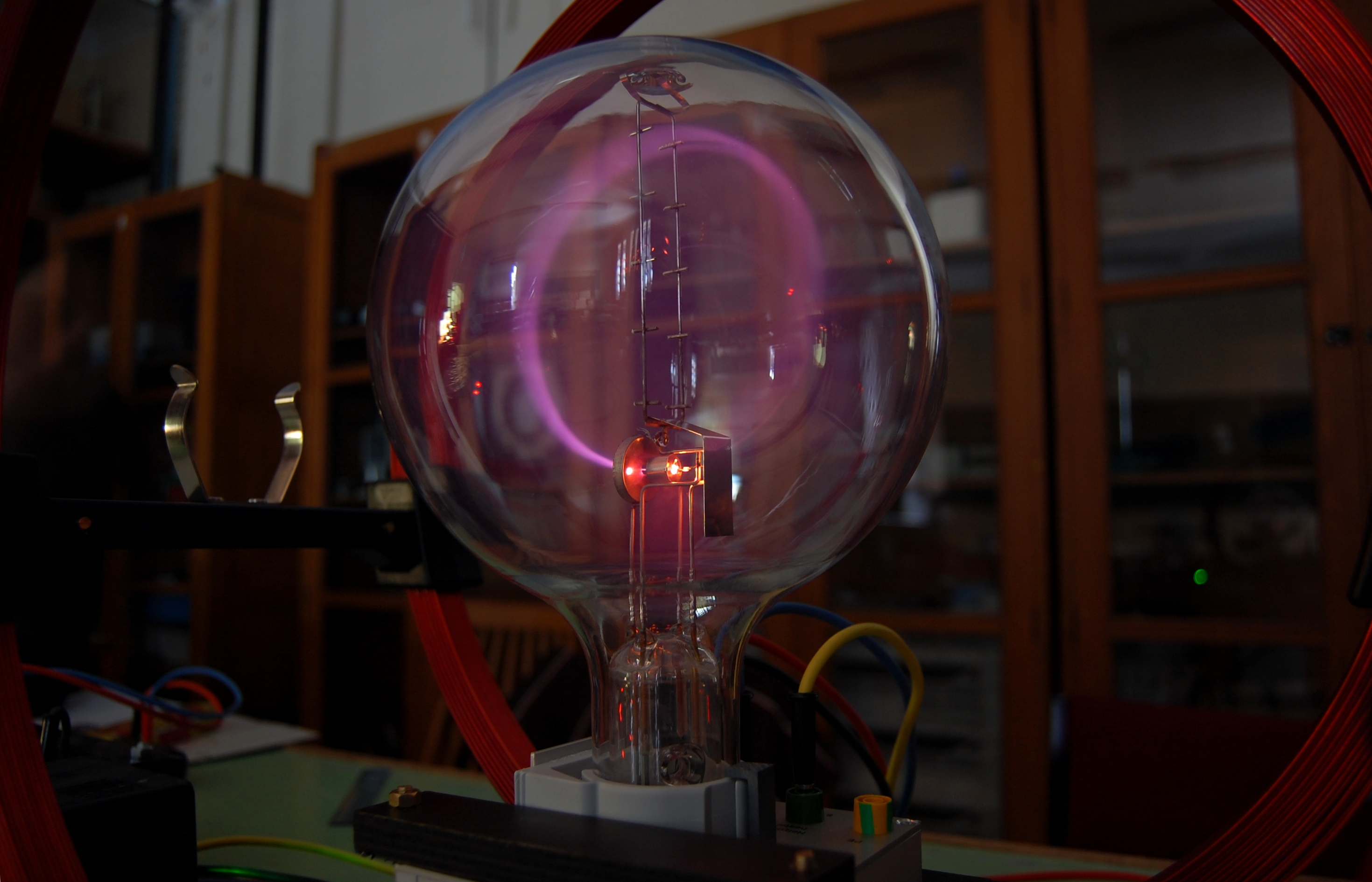
Feix d'electrons desviats en un cercle mitjançant un camp magnètic

El físic alemany Johann Wilhelm Hittorf emprengué l'estudi de la conductivitat elèctrica de gasos enrarits. El 1869, va descobrir una brillantor emesa des del càtode que augmentava de mida quan el gas disminuïa de pressió. El 1876, el també físic alemany Eugen Goldstein va mostrar que els raigs d'aquesta brillantor projectaven una ombra, i va anomenar aquests raigs «raigs catòdics». Durant la dècada de 1870, el químic i físic anglès Sir William Crookes va desenvolupar el primer tub de raigs catòdics amb un buit elevat (buit amb pressió en el rang de 100 mPa a 100 nPa). Llavors va mostrar que els raigs luminescents que apareixien dins del tub portaven energia i que anaven del càtode a l'ànode. A més a més, aplicant un camp magnètic, Crookes va ser capaç de desviar els rajos, amb la qual cosa demostrà que el feix es comportava com si estigués carregat negativament. El 1879 va proposar que aquestes propietats es podien explicar amb el que ell anomenà «matèria radiant». Va suggerir que es tractava del quart estat de la matèria, que consistia en molècules carregades negativament que eren projectades a alta velocitat des del càtode.
El físic britànic nascut a Alemanya Arthur Shuster va continuar els experiments iniciats per Crookes col·locant plaques de metall paral·leles als raigs catòdics i aplicant un potencial elèctric entre elles. El camp desviava els raigs cap a la placa carregada positivament, la qual cosa evidenciava encara més que els rajos portaven una càrrega negativa. En mesurar la quantitat de desviació causada per un cert nivell de corrent elèctric, el 1890 Schuster fou capaç de determinar la proporció massa-càrrega dels components dels raigs. Tanmateix, va aconseguir un valor que era més de mil vegades l'esperat, per la qual cosa, en aquella època, no es va donar gaire crèdit als seus càlculs.
El 1896, el físic britànic Joseph John Thomson, juntament amb els seus col·legues John Sealy Townsend i Harold Albert Wilson, va dur a terme experiments que indicaren que els raigs catòdics eren realment partícules independents i no pas ones, àtoms o molècules, tal com es creia anteriorment. Thomson va fer bones estimacions tant de la càrrega e com de la massa m, i trobà que les partícules dels raigs catòdics, que anomenava «corpuscles», potser tenien una mil·lèsima part de la massa de l'ió menys massiu conegut, l'ió hidrogen. Va mostrar que la seva proporció càrrega-massa (e/m) era independent del material del càtode. Més tard va demostrar que les partícules carregades negativament produïdes per materials radioactius, per materials escalfats i per materials il·luminats eren universals. El nom d'«electró» per aquestes partícules fou proposat de nou pel físic irlandès George FitzGerald i, des de llavors, el mot ha aconseguit l'acceptació arreu.

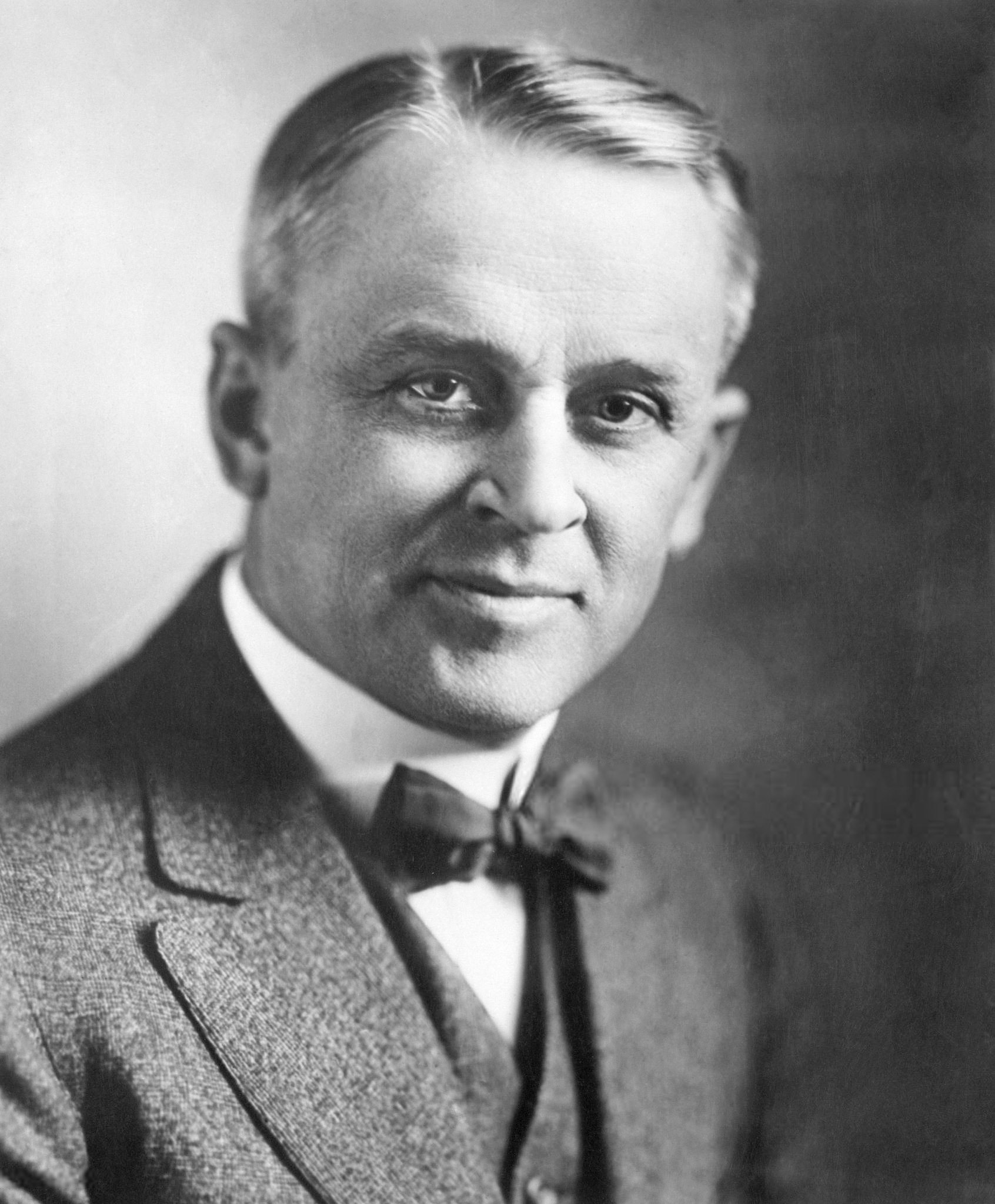
Robert Millikan mesurà amb precisió la càrrega de l'electró mitjançant el seu experiment de la gota d'oli.

El 1896, mentre estudiava els minerals naturalment fluorescents, el físic francès Henri Becquerel descobrí que aquests emetien radiació sense estar exposats a cap font d'energia externa. Aquests materials radioactius van esdevenir tema d'estudi d'interès de molts científics, entre ells el físic neozelandès Ernest Rutherford, que va descobrir que emetien partícules. Va designar aquestes partícules «alfa» i «beta» segons la seva capacitat de penetrar la matèria. El 1900, Becquerel va demostrar que els raigs beta emesos pel radi podien ser desviats per un camp elèctric, i que la seva proporció massa-càrrega era la mateixa que la dels raigs catòdics. Aquesta evidència va reforçar la idea que els electrons existien en forma de components dels àtoms.
La càrrega de l'electró fou mesurada amb més cura pels físics estatunidencs Robert Millikan i Harvey Fletcher mitjançant el seu experiment de la gota d'oli (1909), els resultats del qual foren publicats el 1911. Aquest experiment feia servir un camp elèctric per evitar que una gota d'oli carregada caigués com a resultat de la gravetat. L'aparell era capaç de mesurar la càrrega elèctrica tan petita com d'1-150 ions amb un marge d'error del 0,3%. Alguns experiments similars havien estat duts a terme anteriorment per l'equip de Thomson fent servir núvols de gotes d'aigua carregades generats per electròlisi, i el mateix 1911 per Abram Ioffe el qual, de manera independent, va obtenir el mateix resultat que Millikan fent servir micropartícules de metalls carregades; va publicar els seus resultats el 1913. Tanmateix, les gotes d'oli eren més estables que les d'aigua perquè la seva taxa d'evaporació és menor, la qual cosa feia que fossin més adequades per dur a terme aquest tipus d'experiments que duraven llargs períodes.
Cap al començament del segle xx es va descobrir que, sota certes condicions, una partícula carregada que es movia ràpidament causava una condensació de vapor d'aigua supersaturat al llarg del seu camí. El 1911, Charles Wilson va fer servir aquest principi per concebre la seva cambra de boira, la qual permetia fotografiar els camins traçats per càrregues carregades tals com electrons.

### Teoria atòmica

El model de Bohr de l'àtom, que mostra els estats d'un electró amb energia quantificada pel nombre n. Un electró que cau a una òrbita inferior emet un fotó igual a la diferència d'energia entre les òrbites.

L'any 1914, els experiments duts a terme fins a aquell moment pels físics Ernest Rutherford, Henry Moseley, James Franck i Gustav Hertz ja havien establert en gran manera l'estructura de l'àtom com un nucli dens de càrrega positiva envoltat per electrons de massa reduïda. El 1913, el físic danès Niels Bohr va postular que els electrons residien en estats d'energia quantificats; segons ell, aquesta energia estava determinada pel moment angular de les òrbites de l'electró al voltant del nucli. Els electrons es podien moure entre aquests estats (o òrbites) mitjançant l'emissió o absorció de fotons a freqüències específiques. Per mitjà d'aquestes òrbites quantificades, Bohr va explicar les línies espectrals de l'àtom d'hidrogen. Tanmateix, el model de Bohr fallava en la justificació de les intensitats relatives de les línies espectrals, i tampoc tingué èxit per explicar els espectres d'àtoms més complexos.
Els enllaços químics entre àtoms foren explicats per Gilbert Newton Lewis, que l'any 1916 proposà que un enllaç covalent entre dos àtoms es manté per un parell d'electrons compartits entre ells. Més tard, el 1923, Walter Heitler i Fritz London van donar una explicació completa sobre la formació de parells d'electrons i els enllaços químics en termes mecanicoquàntics. El 1919, el químic americà Irving Langmuir amplià el model estàtic de l'àtom de Lewis i suggerí que tots els electrons eren distribuïts en «capes esfèriques successives (gairebé) concèntriques, totes de gruix idèntic». Aquestes capes es trobaven, segons Langmuir, dividides en un nombre de cel·les cadascuna de les quals contenia un parell d'electrons. Amb aquest model, el científic americà va ser capaç d'explicar qualitativament les propietats químiques de tots els elements de la taula periòdica, que ja se sabia que s'assemblaven entre ells segons la llei periòdica formulada per Dmitri Mendeléiev.
El 1924, el físic austríac Wolfgang Pauli observà que la possible estructura en capes de l'àtom es podria explicar amb un conjunt de quatre paràmetres que definien cada estat quàntic d'energia, sempre que cada estat fos habitat per no més d'un electró. El mecanisme físic per explicar el quart paràmetre, que tenia dos possibles valors, fou proveït pels físics neerlandesos Samuel Goudsmit i George Uhlenbeck. El 1925, Goudsmit i Uhlenbeck van suggerir que un electró, addicionalment al moment angular de la seva òrbita, posseeix un moment angular intrínsec i un moment dipolar magnètic. El moment angular intrínsec esdevingué més tard conegut com a espín, i explicava l'anteriorment misteriosa separació de les línies espectrals observades amb un espectròmetre d'alta precisió; aquest fenomen és conegut com a desdoblament d'estructura fina.

### Mecànica quàntica
En la seva dissertació de 1924 Recherches sur la théorie des quanta ('Recerca sobre la teoria quàntica'), el físic francès Louis de Broglie va fer la hipòtesi que tota la matèria posseeix una ona de De Broglie similar a la llum. És a dir, en unes condicions apropiades, els electrons i la resta de matèria mostrarien propietats bé de partícules o bé d'ones. Les propietats corpusculars d'una partícula es fan evidents quan es demostra que té una posició localitzada en l'espai al llarg de la seva trajectòria en qualsevol moment. S'observa la naturalesa en forma d'ones de la llum, per exemple, quan un feix d'aquesta passa a través d'escletxes paral·leles i crea patrons d'interferència. El 1927, l'efecte d'interferència fou demostrat amb un feix d'electrons pel físic anglès George Paget Thomson amb un film prim de metall i pels físics americans Clinton Davisson i Lester Germer fent servir un cristall de níquel.

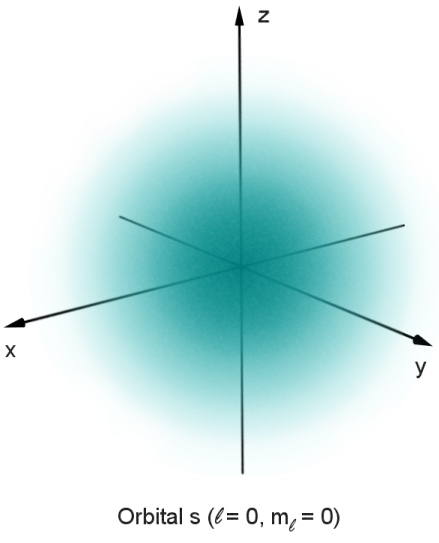
En mecànica quàntica, el comportament d'un electró en un àtom es descriu per un orbital, que és una distribució de probabilitat més que no pas una òrbita. A la figura, l'ombrejat indica la probabilitat relativa de "trobar" l'electró en aquest punt quan es té l'energia corresponent als nombres quàntics donats.

L'èxit de la predicció de Broglie va menar a la publicació l'any 1926 de l'equació de Schrödinger per Erwin Schrödinger, la qual descriu com es propaguen les ones d'electrons. En comptes de donar una solució que determina la localització d'un electró al llarg del temps, aquesta equació d'ona es pot fer servir per predir la probabilitat de trobar un electró prop d'una posició. Aquest enfocament rebé posteriorment el nom de «mecànica quàntica»; es tractava d'una aproximació extremament precisa dels estats d'energia d'un electró en un àtom d'hidrogen. Quan es van considerar l'espín i la interacció entre diversos electrons, la mecànica quàntica permeté predir amb èxit la configuració d'electrons d'àtoms de nombre atòmic més alt que el de l'hidrogen.
El 1928, treballant sobre l'obra de Wolfgang Pauli, el britànic-suís Paul Dirac va concebre un model de l'electró, l'equació de Dirac, consistent amb la teoria de la relativitat. Dirac aplicà consideracions relativistes i simètriques a la formulació hamiltoniana de la mecànica quàntica del camp electromagnètic. Per poder resoldre alguns problemes de la seva equació relativista, el 1930 Dirac va desenvolupar un model del buit com un «mar» infinit de partícules d'energia negativa, el qual fou anomenat mar de Dirac. Tot plegat feu que Dirac fos capaç de predir l'existència del positró, l'homòleg en l'antimatèria de l'electró. Aquesta partícula fou descoberta el 1932 per Carl David Anderson, el qual va proposar que els electrons estàndard s'anomenessin «negatrons» i que el terme «electró» es fes servir com un terme genèric per descriure les variants carregades tant positivament com negativament.
El 1947, Willis Eugene Lamb va trobar, mentre treballava en col·laboració amb l'estudiant de postgrau Robert Rutherford, que certs estats quàntics de l'àtom d'hidrogen que haurien de tenir la mateixa energia es trobaven desplaçats els uns respecte dels altres; aquesta diferència s'anomena desplaçament de Lamb. Gairebé al mateix temps, Polykarp Kusch, que treballava amb Henry Michael Foley, va descobrir que el moment magnètic de l'electró és lleugerament major que el que predigué Dirac amb la seva teoria. Aquesta petita diferència s'anomenà a posteriori moment dipolar magnètic anòmal de l'electró. La diferència fou explicada més tard per la teoria de l'electrodinàmica quàntica desenvolupada per Sin-Itiro Tomonaga, Julian Schwinger i Richard Feynman en diverses publicacions entre 1946 i 1949.

### Acceleradors de partícules
Amb el desenvolupament de l'accelerador de partícules durant la primera meitat del segle xx, els físics van començar a entrar més a fons en les propietats de les partícules subatòmiques. El primer intent amb èxit d'accelerar electrons utilitzant la inducció electromagnètica fou dut a terme el 1942 per Donald Kerst. El seu betatró inicial assolia energies de 2,3 MeV, mentre que els betatrons posteriors podien arribar fins a 300 MeV. El 1947 es descobrí la radiació de sincrotró gràcies a un sincrotró d'electrons de 70 MeV de General Electric; aquesta radiació era causada per l'acceleració d'electrons a través d'un camp magnètic movent-se prop de la velocitat de la llum.
Amb una energia del feix d'1,5 GeV, el primer col·lisionador de partícules d'alta energia fou l'ADONE, que començà a operar l'any 1968. Aquest aparell accelerava els electrons i els positrons en direccions oposades de tal manera que doblava l'energia de la seva col·lisió respecte al xoc d'un electró amb un objectiu estàtic. El Large Electron-Positron Collider (LEP) del CERN, que estigué actiu del 1989 al 2000, va aconseguir energies de col·lisió de 209 GeV i va dur a terme importants mesures pel model estàndard de física de partícules.

### Confinament d'electrons individuals
Actualment es poden confinar electrons individuals en transistors CMOS ultrapetits (L=20 nm, W=20 nm) que operen a temperatures criogèniques (del rang de 4 K a 15 K). La funció d'ona de l'electró s'estén en una retícula semiconductora i interacciona de manera negligible amb la banda de valència dels electrons, de tal manera que es pot tractar dins del formalisme de partícula simple reemplaçant la seva massa amb el tensor de massa efectiva.

## Característiques

Model estàndard de les partícules elementals. L'electró es troba a la cantonada inferior esquerra.

### Classificació
En el model estàndard de física de partícules, els electrons pertanyen al grup de partícules subatòmiques anomenat leptons, que es creu que són les partícules elementals fonamentals. Els electrons tenen la massa més petita de qualsevol leptó amb càrrega (i també de qualsevol partícula carregada de qualsevol tipus) i pertanyen a la primera generació de partícules fonamentals. La segona i tercera generacions contenen leptons carregats, el muó i el tau, que són idèntics a l'electró pel que fa a la càrrega, l'espín i les interaccions, però tenen més massa. Els leptons difereixen dels altres constituents bàsics de la matèria, els quarks, per la seva manca d'interacció forta. Tots els membres del grup dels leptons són fermions, perquè tots ells tenen un espín semienter; l'electró té un espín de 1⁄2.

### Propietats fonamentals
La massa invariant d'un electró és aproximadament de 9,109 × 10-31 kg o, equivalentment, de 5,489 × 10-4 uma. Segons el principi d'equivalència massa-energia d'Einstein, aquesta massa correspon a una energia en repòs de 0,511 MeV. La proporció entre la massa d'un protó i la d'un electró és aproximadament de 1836 a 1. Mesures astronòmiques demostren que la proporció entre les masses del protó i l'electró ha mantingut el mateix valor durant com a mínim la meitat de l'edat de l'Univers, tal com prediu el model estàndard.
L'electró té una càrrega elèctrica de -1,602 × 10-19 C; aquesta càrrega es fa servir com a unitat estàndard de càrrega de les partícules subatòmiques. Dins dels límits de la precisió experimental, la càrrega de l'electró és idèntica a la del protó però amb el signe oposat. Com que el símbol e es fa servir per a la càrrega elemental, l'electró se sol simbolitzar per e- (el símbol - indica la càrrega negativa). El positró se simbolitza per e-+ perquè té les mateixes propietats que l'electró però càrrega positiva.
L'espín (moment angular intrínsec) de l'electró és de 1⁄2. Aquesta propietat se sol indicar referint-se a l'electró com una partícula espín-1⁄2. Per aquest tipus de partícules, la magnitud d'espín és √3⁄2 ħ, i el resultat de la mesura de la projecció de l'espín sobre qualsevol eix només pot ser ±ħ⁄2. De manera addicional a l'espín, l'electró té un moment magnètic al llarg del seu eix que és aproximadament un magnetó de Bohr, el qual és una constant física que equival a 9,27400915(23) × 10-24 joules per tesla. L'orientació de l'espín respecte al moment de l'electró defineix la propietat de les partícules elementals coneguda com a helicitat.
L'electró no té cap subestructura coneguda. És per això que es defineix com una partícula puntual amb càrrega puntual i sense extensió espacial. Si s'observa un sol electró mitjançant una trampa de Penning, es pot veure que el límit superior del radi de la partícula és de 10−22 metres. Existeix una constant física anomenada radi clàssic de l'electró, d'un valor molt més gran (2,8179 × 10-15 m); tanmateix, la terminologia prové d'un càlcul simplificat que ignora els efectes de la mecànica quàntica. En realitat, l'anomenat radi clàssic de l'electró té poc a veure amb l'estructura fonamental verdadera d'aquesta partícula.
Hi ha partícules elementals que es desintegren espontàniament en partícules menys massives. Un exemple és el muó, el qual es desintegra en un electró, un neutrí i un antineutrí, i que té una vida mitjana de 2,2 × 10-6 segons. Tanmateix, es creu que l'electró és estable en terrenys teòrics: l'electró és la partícula de menys massa amb una càrrega elèctrica diferent de zero, per la qual cosa la seva desintegració violaria la conservació de càrrega. El límit inferior experimental de la vida mitjana d'un electró és de 4,6 × 1026 anys, amb un interval de confiança del 90%.

### Propietats quàntiques
Com totes les partícules, els electrons poden actuar com a ones: això s'anomena dualitat ona-partícula, i es pot demostrar utilitzant l'experiment de la doble escletxa. La naturalesa similar a la d'una ona de l'electró li permet passar a través de dues escletxes paral·leles de manera simultània i no pas només a través d'una, com seria el cas d'una partícula clàssica. En mecànica quàntica, la propietat similar a una ona d'una partícula es pot descriure matemàticament com una funció complexa, la funció d'ona, que se sol denotar per la lletra grega psi (ψ). Quan el valor absolut d'aquesta funció s'eleva al quadrat s'obté la probabilitat que una partícula sigui observada prop d'una localització (densitat de probabilitat).

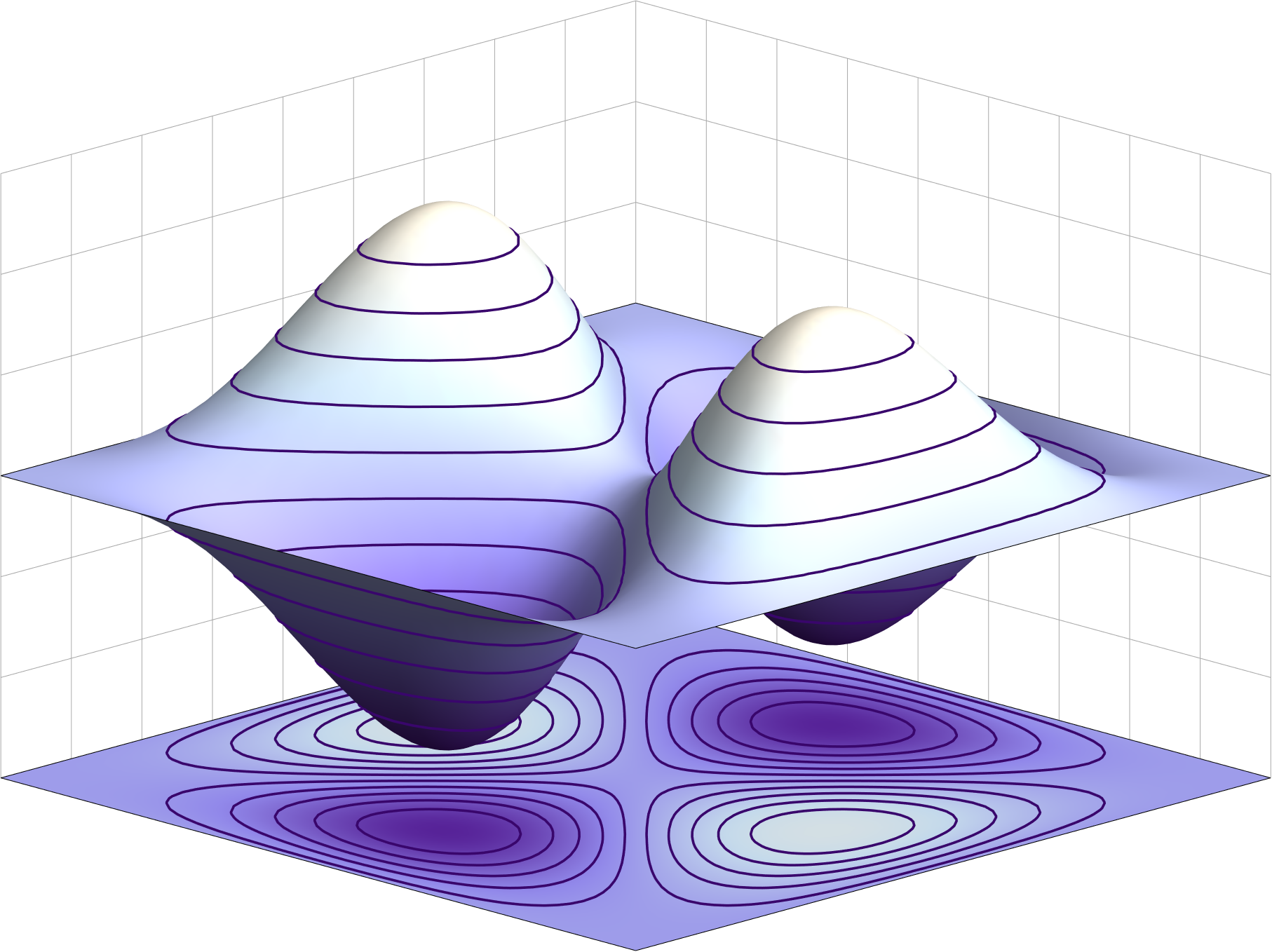
Exemple d'una funció d'ona antisimètrica per un estat quàntic de dos fermions idèntics en una caixa unidimensional. Si les partícules intercanvien les seves posicions, la funció d'ona inverteix el seu signe.

Els electrons són partícules idèntiques perquè no es poden distingir l'un de l'altre a partir de les seves propietats físiques intrínseques. En mecànica quàntica, això significa que un parell d'electrons que interaccionen han de ser capaços d'intercanviar les seves posicions sense que es produeixi un canvi observable en l'estat del sistema. La funció d'ona dels fermions (que inclouen els electrons) és antisimètrica, la qual cosa significa que canvia de signe quan s'intercanvien dos electrons, és a dir: ψ(r1, r₂) = −ψ(r₂, r1) (on les variables r1 i r₂ corresponen al primer i segon electró, respectivament). Com que el valor absolut no resulta modificat quan es canvia el signe, això correspon a probabilitats iguals. A diferència dels fermions, els bosons, com ara el fotó, tenen funcions d'ona simètriques.
En el cas de l'antisimetria, les solucions de l'equació d'ona per electrons que interaccionen resulten en una probabilitat zero que cada parell pugui ocupar la mateixa localització (o estat). El principi d'exclusió de Pauli es basa en això: descarta que qualssevol dos electrons puguin ocupar el mateix estat quàntic. Al mateix temps, aquest principi també explica moltes de les propietats dels electrons: per exemple, que grups d'electrons enllaçats ocupin diferents orbitals d'un àtom en comptes de sobreposar-se els uns als altres en la mateixa òrbita.

### Partícules virtuals
Els físics creuen que l'espai buit podria estar creant de manera continuada parells de partícules virtuals, com ara un positró i un electró, que s'anihilen ràpidament l'una a l'altra. La combinació de la variació d'energia necessària per crear aquestes partícules i el temps durant el qual existeixen cauen dins del límit de detectabilitat que expressa el principi d'incertesa de Heisenberg, ΔE · Δt ≥ ħ: l'energia que cal per crear aquestes partícules virtuals (ΔE) es pot "treure" del buit durant un període (Δt) de tal manera que el seu producte no sigui més elevat que la constant de Planck reduïda (ħ ≈ 6,6 × 10-16 eV·s). D'això s'extreu, doncs, que per un electró virtual Δt és com a màxim 1,3 × 10-21 s.

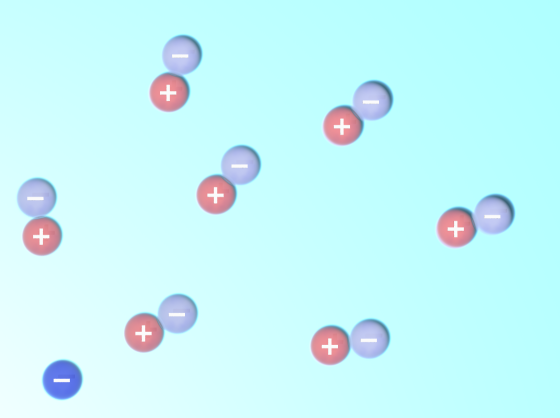
Representació esquemàtica de parells electró-positró que apareixen aleatòriament prop d'un electró (a baix a l'esquerra).

Mentre existeix un parell virtual electró-positró, la força de Coulomb del camp elèctric de l'entorn que envolta l'electró causa que un positró creat sigui atret a l'electró original, mentre que un electró creat experimenta una repulsió. Això causa el que es coneix com la polarització del buit. El buit es comporta, doncs, com un medi que té una permitivitat dielèctrica major que la unitat. En conseqüència, la càrrega efectiva de l'electró és realment menor que el seu valor real, i la càrrega decreix quan s'augmenta la distància respecte de l'electró. Aquesta polarització fou confirmada de manera experimental el 1997 mitjançant l'accelerador de partícules japonès TRISTAN. Les partícules virtuals causen un efecte pantalla similar per la massa de l'electró.
La interacció amb partícules virtuals també explica la petita desviació (de sobre el 0,1%) del moment magnètic intrínsec de l'electró respecte al magnetó de Bohr (el moment dipolar magnètic anòmal). La coincidència extraordinàriament precisa entre aquesta diferència predita i el valor determinat experimentalment es considera un dels grans èxits de l'electrodinàmica quàntica.
En física clàssica, el moment angular i el moment magnètic d'un objecte depenen de les seves dimensions físiques. És per això que el concepte d'un electró sense dimensions que tingui aquestes propietats pot semblar inconsistent. Aquesta aparent paradoxa es pot explicar per la formació de fotons virtuals en el camp elèctric general per l'electró: aquests fotons fan que l'electró faci un moviment de vibració ultraràpid (el que es coneix com a Zitterbewegung) que té com a resultat un moviment circular net amb precessió. Aquest moviment és el que produeix l'espín i el moment magnètic de l'electró. En els àtoms, aquesta creació de fotons virtuals explica el desplaçament de Lamb que s'observa en les línies espectrals.

### Interacció
Un electró genera un camp elèctric que exerceix una força d'atracció sobre una partícula de càrrega positiva (tal com el protó) i una càrrega de repulsió sobre una partícula de càrrega negativa. La magnitud d'aquesta força es determina mitjançant la llei de Coulomb de l'invers del quadrat. Quan un electró està en moviment genera un camp magnètic. La llei d'Ampère-Maxwell relaciona el camp magnètic amb el moviment massiu dels electrons (el corrent elèctric) respecte d'un observador. Aquesta propietat d'inducció, per exemple, és la que dona el camp magnètic necessari per fer funcionar un motor elèctric. El camp electromagnètic d'una partícula carregada de moviment arbitrari s'expressa mitjançant els potencials de Liénard–Wiechert, els quals són vàlids fins i tot quan la velocitat de la partícula és propera a la de la llum.

Una partícula de càrrega q (a l'esquerra) es mou amb una velocitat v a través d'un camp magnètic B orientat cap al lector. Un electró té una q negativa, per la qual cosa el seu moviment segueix la trajectòria curvilínia cap a dalt.

Quan un electró es mou a través d'un camp magnètic està subjecte a la força de Lorentz, la qual exerceix una influència en una direcció perpendicular al pla definit pel camp magnètic i la velocitat de l'electró. La força centrípeta fa que l'electró segueixi una trajectòria helicoidal a través del camp amb un radi que s'anomena radi de Larmor. L'acceleració d'aquest moviment corbat indueix l'electró a radiar energia en forma de radiació sincrotró L'emissió d'energia, al seu torn, causa un retrocés de l'electró conegut com a força d'Abraham-Lorentz, el qual crea una fricció que alenteix l'electró. Aquesta força és causada per una reacció inversa del mateix camp de l'electró sobre si mateix.
En electrodinàmica quàntica, la interacció electromagnètica entre partícules és intervinguda per fotons. Un electró aïllat que no està patint cap acceleració no és capaç d'emetre o absorbir un fotó real; si ho fes violaria la conservació de l'energia i la quantitat de moviment. En comptes d'això, els fotons virtuals poden transferir quantitat de moviment entre dues partícules carregades. Aquest intercanvi de fotons virtuals genera, per exemple, la força de Coulomb. L'emissió d'energia pot tenir lloc quan un electró en moviment és desviat per una partícula carregada (per exemple, un protó). L'acceleració de l'electró té com a resultat l'emissió de radiació de frenada.

En aquest diagrama, la radiació de frenada és produïda per un electró e desviat pel camp elèctric d'un nucli atòmic. El canvi energètic E₂ − E_{1} determina la freqüència f del fotó emès.

Una col·lisió inelàstica entre un fotó (llum) i un electró solitari (lliure) s'anomena difusió Compton. Aquesta col·lisió resulta en una transferència de quantitat de moviment i energia entre les partícules que modifica la longitud d'ona del fotó una quantitat anomenada desplaçament de Compton. La màxima magnitud d'aquest desplaçament de longitud d'ona és h/mec, el que es coneix com longitud d'ona de Compton, que per l'electró pren un valor de 2,43 × 10-12 m. Quan la longitud d'ona de la llum és llarga (per exemple, la longitud d'ona de la llum visible és de 0,4-0,7 μm) el desplaçament de la longitud d'ona esdevé negligible. Aquest tipus d'interacció entre la llum i electrons lliures s'anomena difusió Thomson.
La magnitud relativa de la interacció electromagnètica entre dues partícules carregades, com ara un electró i un protó, ve donada per la constant d'estructura fina. Aquesta constant és una quantitat adimensional i representa la proporció entre dues energies: l'energia electroestàtica d'atracció (o repulsió) en una separació d'una longitud d'ona de Compton, i la resta d'energia de la càrrega. Té un valor de α ≈ 7,297353× 10-3, que equival aproximadament a 1⁄137.
Quan col·lideixen electrons i positrons s'anihilen els uns als altres i donen lloc a dos o més fotons de raigs gamma. Si l'electró i el positró tenen una quantitat de moviment negligible es pot formar un positroni abans que l'anihilació resulti en dos o tres fotons de raigs gamma d'un total d'1,022 MeV. D'altra banda, els fotons d'alta energia es poden transformar en un electró i un positró mitjançant el procés conegut com a creació de parells, però tan sols amb la presència propera d'una partícula carregada, com un nucli.
Segons la teoria de la interacció electrofeble, la component esquerrana de la funció d'ona de l'electró forma un doblet d'isoespín feble amb el neutrí electrònic. Això significa que, durant les interaccions febles, els neutrins electrònics es comporten com si fossin electrons. Qualsevol dels membres d'aquest doblet poden patir una interacció de corrent carregat emetent o absorbint un W i ser absorbits per l'altre membre. La càrrega es conserva durant aquesta reacció perquè el bosó W també porta una càrrega, per la qual cosa es cancel·la qualsevol canvi net durant la transmutació. Les interaccions de corrent carregat són responsables del fenomen de la desintegració beta en un àtom radioactiu. Finalment, tant l'electró com el neutrí electrònic poden patir una interacció de corrent neutral mitjançant un intercanvi de Z0. Aquest tipus d'interaccions són responsables de la difusió elàstica neutrí-electró.

### Àtoms i molècules

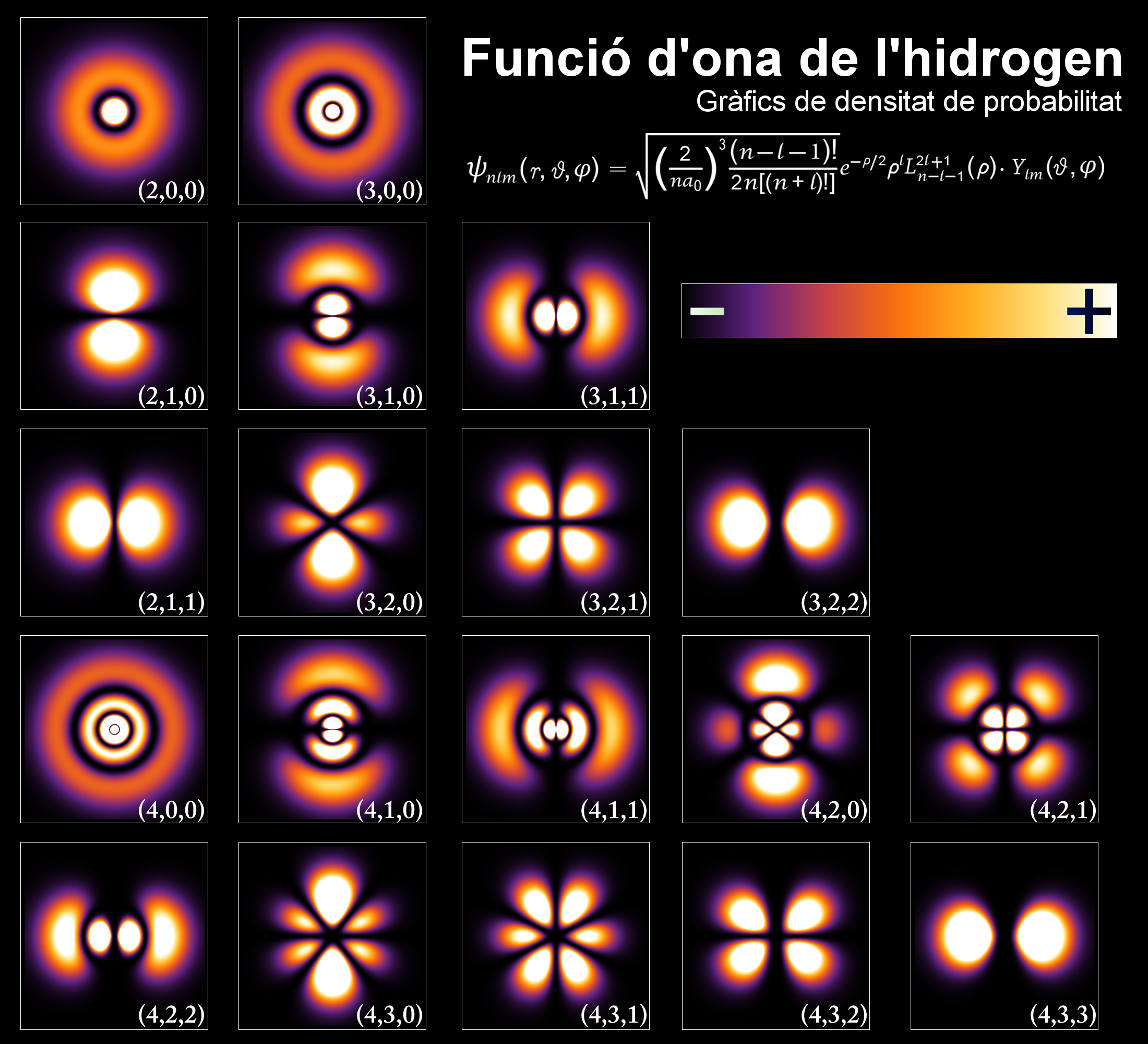
Densitats de probabilitat dels primers orbitals de l'àtom d'hidrogen (vista de secció). El nivell d'energia d'un electró enllaçat determina l'orbital que ocupa i el color reflecteix la probabilitat de trobar l'electró en una posició donada.

Un electró pot estar vinculat al nucli d'un àtom per la força d'atracció de Coulomb. Un sistema d'un o més electrons vinculats a un nucli s'anomena àtom. Si el nombre d'electrons és diferent de la càrrega elèctrica del nucli, llavors l'àtom s'anomena ió. El comportament similar al d'una ona d'un electró enllaçat es descriu per una funció anomenada orbital atòmic. Cada orbital té el seu propi conjunt de nombres quàntics, com ara energia, moment angular i projecció del moment angular, i només existeix un conjunt discret d'aquests orbitals al voltant del nucli. Segons el principi d'exclusió de Pauli, cada orbital pot ser ocupat fins per dos electrons, els quals no poden tenir el mateix nombre quàntic d'espín.
Els electrons es poden transferir entre diferents orbitals mitjançant l'emissió o absorció de fotons amb una energia que coincideixi amb la diferència de potencial. Altres mètodes de transferència orbital són les col·lisions amb partícules i l'efecte Auger. Per poder escapar de l'àtom, l'energia de l'electró s'ha d'incrementar per sobre l'energia que el lliga a l'àtom. Això ocorre, per exemple, en l'efecte fotoelèctric, en el qual un fotó incident que supera l'energia d'ionització de l'àtom és absorbit per l'electró.
El moment angular orbital dels electrons està quantificat. Com que l'electró està carregat, produeix un moment magnètic orbital proporcional al moment angular. El moment magnètic net d'un àtom equival al vector suma dels moments magnètics d'espín i orbitals de tots els electrons i el nucli. El moment magnètic del nucli és negligible comparat amb el dels electrons. Els moments magnètics dels electrons que ocupen el mateix orbital (que s'anomenen electrons aparellats) se simplifiquen entre ells.
L'enllaç químic entre àtoms existeix com a resultat de les interaccions electromagnètiques, tal com descriuen les lleis de la mecànica quàntica. Els enllaços més forts estan formats per la compartició o la transferència d'electrons entre àtoms, la qual cosa permet la formació de molècules. Dins d'una molècula, els electrons es mouen sota la influència de molts nuclis i ocupen orbitals moleculars, d'igual manera que poden ocupar orbitals atòmics en àtoms aïllats. Un factor fonamental d'aquestes estructures moleculars és l'existència de parells d'electrons: es tracta d'electrons amb espins oposats, la qual cosa els permet ocupar el mateix orbital molecular sense violar el principi d'exclusió de Pauli (igual que passa en l'àtom). Els diferents orbitals moleculars tenen una distribució espacial diferent de la densitat d'electrons. Per exemple, en parells enllaçats (és a dir, en els parells que enllacen àtoms junts) els electrons es poden trobar amb màxima probabilitat en un volum relativament petit al voltant del nucli. D'altra banda, en parells no enllaçats els electrons estan distribuïts en un volum gran al voltant del nucli.

### Conductivitat

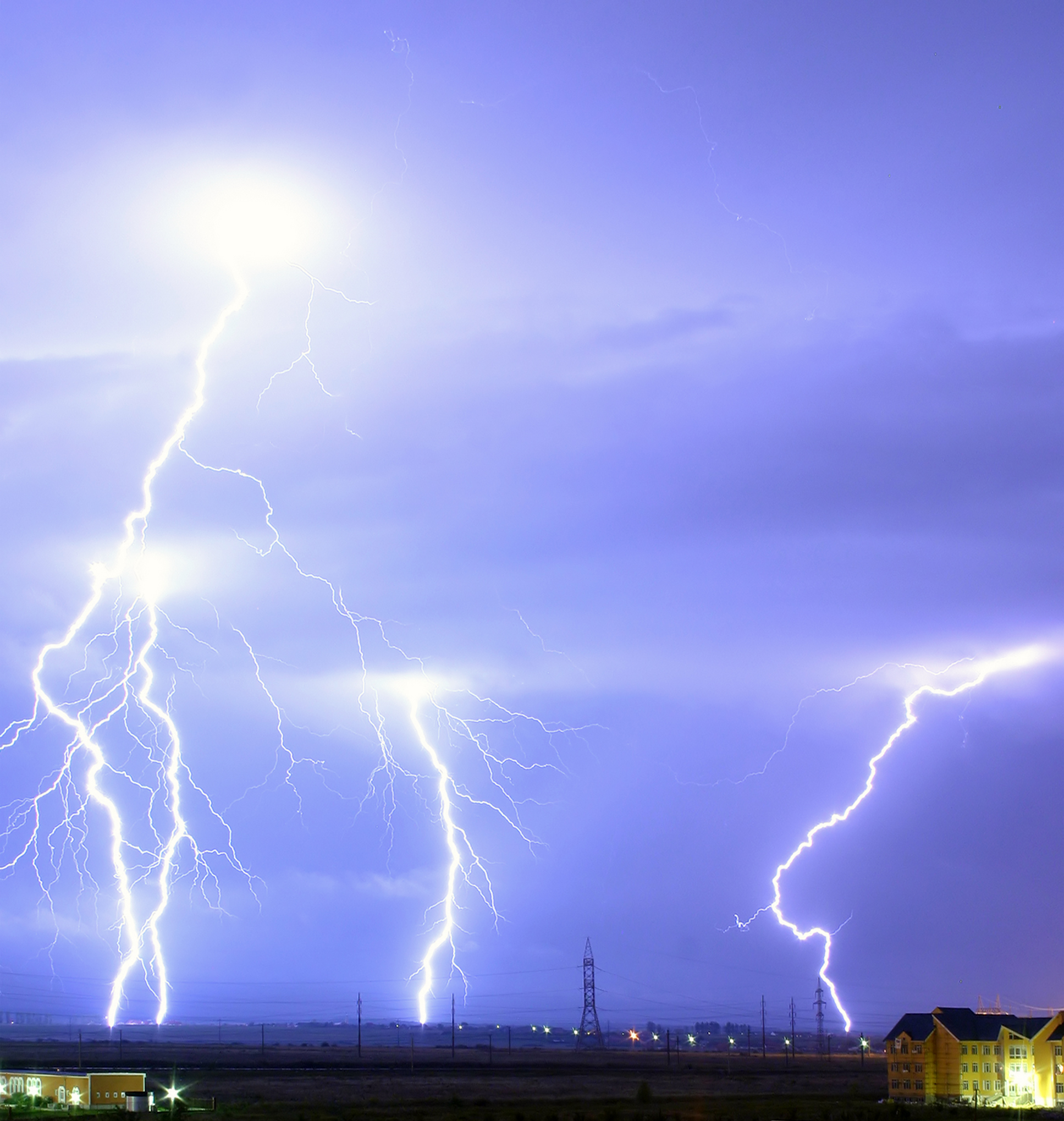
Un llamp consisteix bàsicament d'un flux d'electrons. El potencial elèctric necessari perquè existeixi el llamp pot ser general per un efecte triboelèctric.

Si un cos té més o menys electrons dels necessaris per equilibrar la càrrega positiva del nucli, llavors aquest objecte té una càrrega elèctrica neta. Quan hi ha un excés d'electrons, es diu que aquest objecte està carregat negativament; d'altra banda, quan hi ha un defecte d'electrons (menys electrons que protons en el nucli), es diu que aquest objecte està carregat positivament. Quan el nombre de protons i d'electrons són equivalents, les càrregues es cancel·len i es diu que l'objecte és elèctricament neutre. En un cos macroscòpic pot aparèixer una càrrega elèctrica si es frega, la qual cosa s'explica per l'efecte triboelèctric.
Els electrons independents que es mouen en el buit s'anomenen electrons «lliures». Els electrons de metalls es comporten com si fossin lliures. En realitat, les partícules dels metalls i altres sòlids que s'anomenen normalment electrons són quasielectrons (quasipartícules): tenen la mateixa càrrega elèctrica, espín i moment magnètic que els electrons reals però poden tenir una massa diferent. Quan els electrons lliures, tant en el buit com en un metall, es mouen, produeixen un flux net de càrrega anomenat corrent elèctric que genera un camp magnètic. De la mateixa manera, es pot crear un corrent elèctric mitjançant un camp magnètic variable. Aquestes interaccions són descrites matemàticament per les equacions de Maxwell.
A una temperatura donada, cada material té una conductivitat elèctrica que determina el valor del corrent elèctric quan s'aplica un potencial elèctric. Alguns exemples de bons conductors són metalls com el coure i l'or, mentre que el vidre i el tefló són mals conductors. En qualsevol material dielèctric, els electrons romanen enllaçats als seus respectius àtoms i el material es comporta com un aïllant. La majoria de semiconductors tenen un nivell variable de conductivitat que està entre els extrems de conductor i aïllant. D'altra banda, els metalls tenen una estructura de banda electrònica que conté bandes electròniques parcialment plenes. La presència d'aquestes bandes permet als electrons dels metalls comportar-se com si fossin electrons lliures o deslocalitzats. Aquests electrons no s'associen amb àtoms específics, per la qual cosa, quan s'aplica un camp elèctric, tenen llibertat de moviment a través del material com si fossin un gas (el que s'anomena gas de Fermi) igual que si fossin electrons lliures.
A causa de les col·lisions entre electrons i àtoms, la velocitat de deriva dels electrons en un conductor és de l'ordre de mil·límetres per segon. Tanmateix, la velocitat a la qual un canvi de corrent en un punt del material causa canvis en els corrents d'altres parts del material (velocitat de propagació) sol ser d'un 75% de la velocitat de la llum. Això s'explica perquè els impulsos elèctrics es propaguen en forma d'ona; la seva velocitat depèn de la constant dielèctrica del material.
Els metalls són uns conductors de la calor relativament bons, bàsicament perquè els electrons deslocalitzats es troben lliures per transportar energia tèrmica entre àtoms. Tanmateix, a diferència de la conductivitat elèctrica, la conductivitat tèrmica d'un metall és gairebé independent de la temperatura. Això s'expressa matemàticament per la llei de Wiedemann–Franz, que postula que la proporció de la conductivitat tèrmica respecte a la conductivitat elèctrica és proporcional a la temperatura. El desordre tèrmic de la xarxa metàl·lica incrementa la resistivitat elèctrica del material, la qual cosa produeix una dependència de la temperatura pel corrent elèctric.
Quan els materials es refreden per sota un punt anomenat punt crític poden patir un canvi de fase en el qual perden tota la resistivitat al corrent elèctric, en un procés que es coneix com a superconductivitat. En la teoria BCS, aquest comportament es modela amb parells d'electrons que entren en un estat quàntic conegut com a condensat de Bose-Einstein. Aquests parells de Cooper tenen el seu moviment aparellat a matèria propera mitjançant vibracions de la xarxa conegudes com a fonons i, d'aquesta manera, eviten les col·lisions amb àtoms; de no ser així, es crearia resistència elèctrica. Tanmateix, el mecanisme pel qual operen els superconductors d'alta temperatura roman incert.
Quan es confinen amb fermesa electrons dins de sòlids conductors, que són quasipartícules, a temperatures properes al zero absolut, es comporten com si es dividissin en dues altres quasipartícules: espinons i holons. El primer és el que s'encarrega de l'espín i del moment magnètic, mentre que el segon porta la càrrega elèctrica.

### Moviment i energia

El factor de Lorentz en funció de la velocitat. Comença amb un valor d'1 i tendeix a l'infinit quan v s'aproxima a c.

Segons la teoria de la relativitat especial d'Einstein, quan la velocitat d'un electró s'aproxima a la velocitat de la llum, des del punt de vista d'un observador la seva massa relativista incrementa, la qual cosa fa que sigui més i més difícil accelerar-lo des de dins del marc de referència de l'observador. La velocitat de l'electró es pot aproximar, però mai arribar, a la velocitat de la llum en el buit, c. Tanmateix, quan els electrons relativistes, és a dir, electrons que es mouen a una velocitat propera a c, s'injecten en un medi dielèctric com l'aigua, en el qual la velocitat local de la llum és molt menor que c, viatgen temporalment més ràpid que la llum en aquest medi. Mitjançant la seva interacció amb el medi generen una llum tènue que s'anomena radiació de Txerenkov.
Els efectes de la relativitat especial es basen en una quantitat coneguda com el factor de Lorentz, que es defineix com a {\displaystyle \scriptstyle \gamma =1/{\sqrt {1-{v^{2}}/{c^{2}}}}}, on v és la velocitat de la partícula. L'energia cinètica Ec d'un electró que es mou a velocitat v és:
{\displaystyle \displaystyle E_{\mathrm {c} }=(\gamma -1)m_{\mathrm {e} }c^{2}}
On me és la massa de l'electró. Per exemple, l'accelerador lineal de Stanford pot accelerar un electró fins aproximadament uns 51 GeV. Com que un electró es comporta com una ona, a certa velocitat té una longitud d'ona de De Broglie que ve donada per λe = h/p, on h és la constant de Planck i p és la quantitat de moviment. Per a l'electró de 51 GeV mencionat anteriorment, la longitud d'ona obtinguda és d'aproximadament 2,4 × 10-17 m, prou petita per poder explorar estructures de mida ben inferior a la del nucli atòmic.

## Formació

Producció de parells causada per la col·lisió d'un fotó amb un nucli atòmic

La teoria del big-bang és la teoria científica més acceptada per explicar les primeres etapes de l'evolució de l'Univers. Durant el primer mil·lisegon del big-bang, les temperatures estaven per sobre de 10¹⁰ K i els fotons tenien una energia mitjana superior a un milió d'eV. Aquests fotons eren suficientment energètics per poder reaccionar els uns amb els altres per formar parells d'electrons i positrons. De la mateixa manera, els parells positró-electró s'anihilaven els uns als altres i emetien fotons energètics:
γ + γ ↔ e+ + e-
Durant aquesta fase de l'evolució de l'Univers es mantingué un equilibri entre els electrons, els positrons i els fotons. Després que haguessin passat 15 segons, la temperatura de l'Univers baixà per sota el límit que permetia la formació d'electrons-positrons. La majoria d'aquestes partícules que sobrevisqueren s'anihilaren les unes a les altres alliberant radiació gamma, la qual reescalfà breument l'Univers.
Per raons que encara romanen incertes, durant el procés de leptogènesi hi hagué un excés de nombre d'electrons respecte al de positrons. És per això que al voltant d'un electró de cada miler de milions va sobreviure al procés d'anihilació. Aquest excés coincidia amb l'excés de protons respecte als antiprotons (condició que es coneix com a asimetria bariònica), la qual cosa resulta en una càrrega neta de l'Univers nul·la. Els neutrons i protons que sobrevisqueren començaren a participar en reaccions els uns amb els altres en un procés conegut com a nucleosíntesi, en el qual es formaven isòtops d'hidrogen i heli amb traces de liti. Aquest procés va assolir el seu màxim després de més o menys cinc minuts. Tots els neutrons sobrants van patir una desintegració beta negativa amb una semivida d'un miler de segons; durant aquest procés s'alliberen un protó i un electró per cada neutró:
n → p + e- + νe
Durant els 300.000-400.000 anys següents, l'excés d'electrons encara era massa energètic per enllaçar amb els nuclis atòmics. El que seguí aquest període es coneix com a recombinació: es formaren àtoms neutrals i l'Univers en expansió esdevingué transparent a la radiació.
Més o menys un milió d'anys després del big-bang es començà a formar la primera generació d'estrelles. Dins d'una estrella, la nucleosíntesi estel·lar té com a resultat la producció de positrons a partir de la fusió de nuclis atòmics. Aquestes partícules d'antimatèria s'anihilen immediatament amb electrons, la qual cosa allibera raigs gamma. El resultat net és una reducció ferma del nombre d'electrons i un corresponent increment del nombre de neutrons. Tanmateix, el procés d'evolució estel·lar pot resultat en la síntesi d'isòtops radioactius. Alguns isòtops poden patir una desintegració beta negativa per la qual emeten un electró i un antineutró del nucli. Un exemple d'això és l'isòtop cobalt-60 (60Co), que es desintegra per formar níquel-60 (60Ni).

Cascada electromagnètica extensa generada per un raig còsmic energètic que assoleix l'atmosfera terrestre

Al final del seu cicle de vida, una estrella de més d'uns 20 masses solars pot patir un col·lapse gravitatori i formar un forat negre. Segons la física clàssica, aquests objectes estel·lars massius exerceixen una atracció gravitatòria prou forta per prevenir que res, ni tan sols la radiació electromagnètica, s'escapi més enllà del radi de Schwarzschild. Tanmateix, es creu que els efectes mecanicoquàntics podrien permetre que s'emetés radiació de Hawking a aquesta distància. També es pensa que es creen electrons (i positrons) a l'horitzó d'esdeveniments d'aquestes estrelles romanents.
Quan es creen parells de partícules virtuals (com ara l'electró i el positró) en els encontorns de l'horitzó d'esdeveniments, la distribució espacial aleatòria d'aquestes partícules pot permetre que una d'elles aparegui a l'exterior: aquest procés es coneix com a efecte túnel. El potencial gravitatori del forat negre pot llavors aportar l'energia que transforma aquesta partícula virtual en una partícula real, la qual cosa permet que sigui radiada cap a l'espai. A canvi d'això, l'altre membre del parell rep energia negativa, cosa que resulta en una pèrdua neta de massa-energia del forat negre. La taxa de radiació de Hawking incrementa quan la massa decreix, la qual cosa porta finalment a l'evaporació del forat negre fins que, al final, explota.
Els raigs còsmics són partícules que viatgen per l'espai amb altes energies. S'han documentat esdeveniments d'energies tan altes com de 3,0 × 1020 eV. Quan aquestes partícules col·lideixen amb nucleons de l'atmosfera terrestre, es genera una cascada de partícules, entre les quals hi ha pions. Més de la meitat de la radiació còsmica observada des de la superfície de la Terra consisteix en muons. Aquestes partícules, els muons, són leptons produïts a l'atmosfera superior a partir de la desintegració de pions:
π- → μ− + νμ
Al seu torn, un muó es pot desintegrar per formar un electró o un positró:
μ− → e- + νe + νμ

## Observació

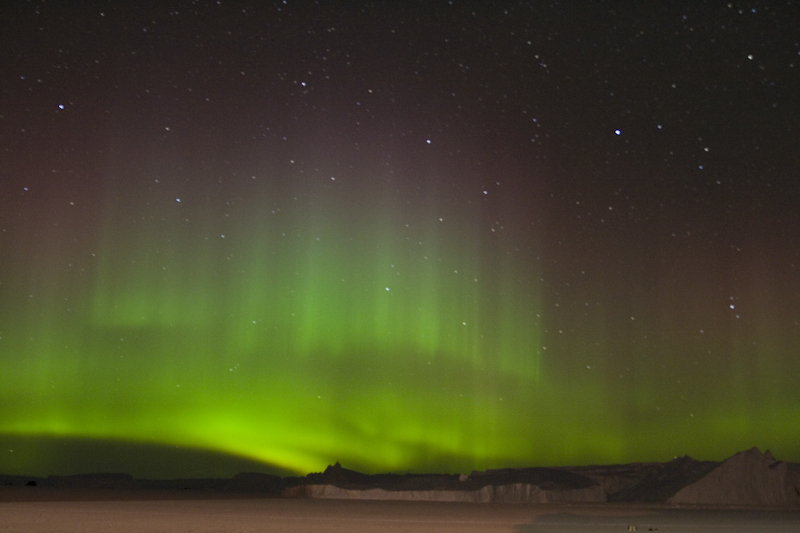
Les aurores solen ser causades per electrons energètics que es precipiten a l'atmosfera.

L'observació remota d'electrons requereix la detecció de la seva energia radiada. Per exemple, en ambients d'alta energia com ara una corona estel·lar els electrons lliures formen plasma que radia energia a causa de la radiació de frenada. El gas d'electrons pot patir una oscil·lació de plasma, que consisteix en ones causades per variacions sincronitzades de la densitat d'electrons que produeixen emissions energètiques que es poden detectar fent servir radiotelescopis.
La freqüència d'un fotó és proporcional a la seva energia. Quan un electró enllaçat es mou entre diferents nivells d'energia de l'àtom, aquest absorbeix o emet fotons a freqüències característiques. Per exemple, quan els àtoms són irradiats per una font amb un espectre ampli, apareixen diferents línies d'absorció en l'espectre de la radiació transmesa. Cada element o molècula mostra un conjunt característic de línies espectrals (per exemple, les línies espectrals de l'hidrogen). Les mesures espectroscòpiques de la magnitud i amplitud d'aquestes línies permet determinar la composició i les propietats físiques d'una substància.
En condicions de laboratori, les interaccions d'electrons individuals es poden observar mitjançant detectors de partícules, els quals permeten mesurar propietats específiques com ara energia, espín i càrrega. El desenvolupament de la trampa de Paul i de la trampa de Penning possibilita tenir partícules carregades contingudes dins d'una petita regió durant llargues duracions de temps, la qual cosa permet fer mesures precises de les propietats de les partícules. Per exemple, un cop una trampa de Penning es feu servir per contenir un sol electró durant un període de 10 mesos. El moment magnètic de l'electró fou mesurat amb una precisió d'onze dígits, la qual cosa, el 1980, fou d'una precisió més gran que la de qualsevol altra constant física.
Les primeres imatges en vídeo de la distribució d'energia d'un electró foren gravades per un equip de la Universitat de Lund (Suècia) el febrer del 2008. Els científics van fer servir flaixos de llum curtíssims, anomenats polsos d'attosegon, els quals permeteren observar el moviment d'un electró per primer cop.
La distribució dels electrons en materials sòlids es pot visualitzar mitjançant l'espectroscòpia de fotoemissió resolta en angle (ARPES, en les sigles en anglès). Aquesta tècnica utilitza l'efecte fotoelèctric per mesurar l'espai recíproc (una representació matemàtica d'estructures periòdiques que es fa servir per inferir l'estructura original). L'ARPES es pot usar per determinar la direcció, velocitat i difusió dels electrons dins del material.

## Aplicacions del plasma

### Feixos de partícules

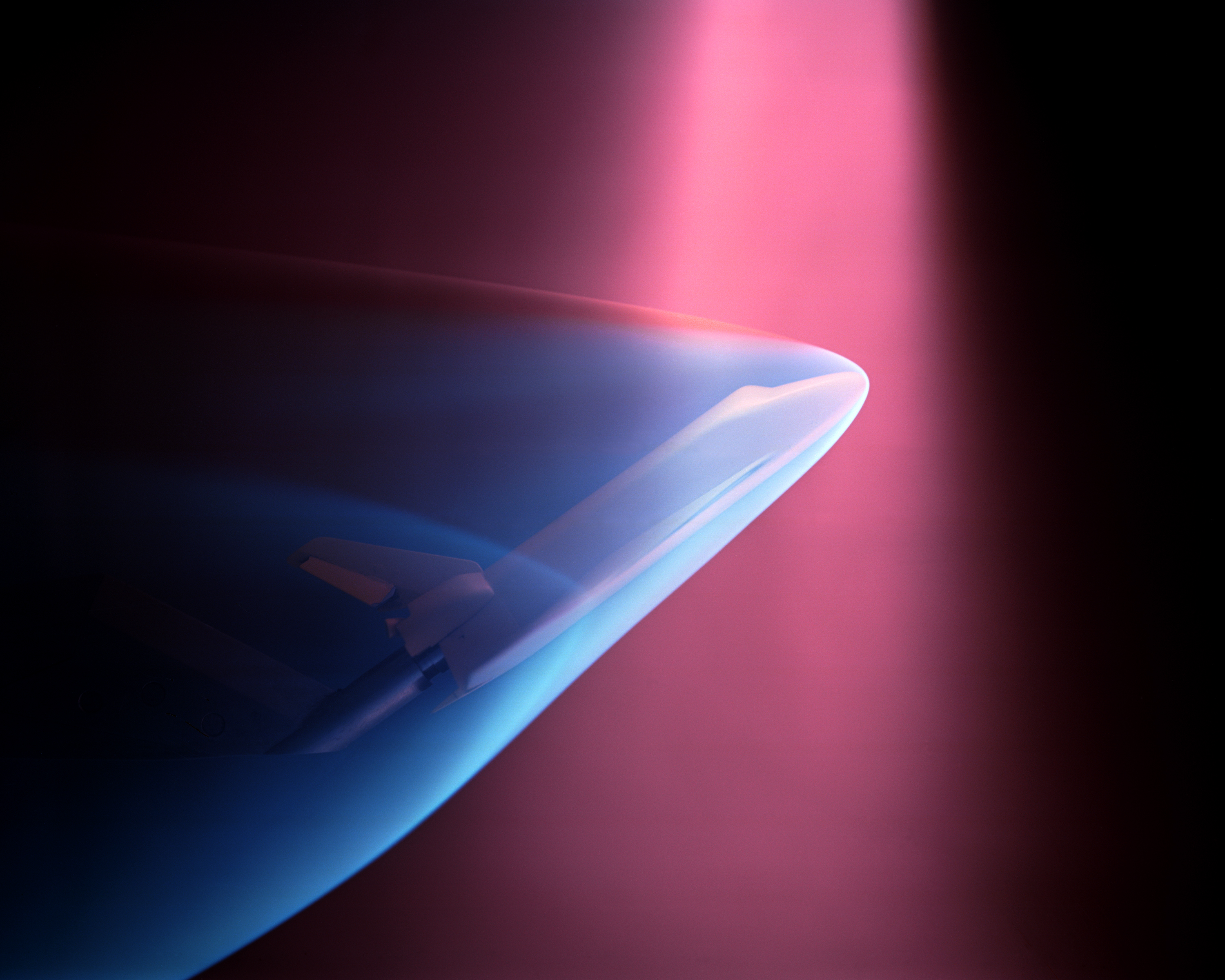
Durant aquesta prova en un túnel de vent de la NASA, s'apunta amb un feix d'electrons un model del transbordador espacial per simular l'efecte dels gasos ionitzants durant la reentrada atmosfèrica.

Els feixos d'electrons es fan servir per dur a terme la soldadura per feix d'electrons, la qual permet aconseguir densitats energètiques de fins a 7 W·cm−2 en una regió de diàmetre del rang tan petit com de 0,1-1,3 mm; a més, normalment no requereix disposar de cap material d'aportació. Aquesta tècnica de soldadura s'ha de dur a terme en el buit, de tal manera que el feix d'electrons no interaccioni amb el gas abans d'arribar a l'objectiu. Es fa servir per ajuntar materials conductors que, d'altra manera, no podrien ser soldats.
La litografia per feix d'electrons (EBL, en l'acrònim en anglès) és un mètode per gravar semiconductors a resolucions més petites que un micròmetre. Les limitacions d'aquesta tècnica són l'alt cost, el baix rendiment, la necessitat d'operar el feix en el buit i la tendència dels electrons de dispersar-se en sòlids. Aquest darrer problema limita la resolució a més o menys 10 nm. Per aquesta raó, la litografia per feix d'electrons s'utilitza primordialment per la producció de petites quantitats de circuits integrats especialitzats.
El tractament per feix d'electrons es fa servir per irradiar materials per tal de canviar les seves propietats físiques, així com per esterilitzar productes mèdics i alimentaris. En radioteràpia, els feixos d'electrons es generen amb acceleradors lineals per tractar tumors superficials. Com que el feix d'electrons només pot penetrar fins a una profunditat determinada abans de ser absorbit —normalment fins a 5 cm per electrons d'energies del rang de 5-20 MeV— la teleradioteràpia mitjançant electrons és útil per tractar lesions de la pell com ara carcinomes basocel·lulars. Un feix d'electrons es pot utilitzar per complementar el tractament d'àrees que han estat irradiades amb raigs X.
Els acceleradors de partícules fan ús dels camps elèctrics per propulsar els electrons i les seves antipartícules a energies elevades. Quan aquestes partícules passen a través de camps magnètics emeten radiació sincrotrònica. La intensitat d'aquesta radiació depèn de l'espín, la qual cosa causa la polarització del feix d'electrons: aquest procés es coneix com a efecte Sokolov–Ternov. Els feixos d'electrons polaritzats poden ser útils per diversos tipus d'experiments. La radiació sincrotrònica també es pot fer servir per refredar els feixos d'electrons, la qual cosa redueix la dispersió de quantitat de moviment de les partícules. Quan les partícules han accelerat a les energies necessàries es fa que col·lideixin feixos separats d'electrons i positrons. Les emissions d'energia resultants s'observen amb detectors de partícules i s'estudien en el camp de la física de partícules.

### Formació d'imatges
La difracció d'electrons de baixa energia (LEED, de les seves sigles en anglès) és un mètode que consisteix a bombardejar un material cristal·lí amb un raig col·limat d'electrons i llavors observar els patrons de difracció resultats per determinar l'estructura del material. L'energia necessària pels electrons és del rang de 20–200 eV. La tècnica de difracció d'electrons reflectits d'alta energia (RHEED, de les seves sigles en anglès) fa servir la reflexió d'un feix d'electrons disparat a diversos angles petits per caracteritzar la superfície de materials cristal·lins. L'energia del feix sol estar en el rang de 8–20 keV i l'angle d'incidència entre 1–4°.
El microscopi electrònic dirigeix un feix localitzat d'electrons a un espècimen. Quan el feix interacciona amb el material, alguns electrons canvien de propietats com, per exemple, la direcció de moviment, l'angle, la fase relativa i l'energia. Si es pren nota d'aquests canvis del feix d'electrons, els microscopistes poden produir una imatge a nivell atòmic del material. Sota llum blava, els microscopis òptics convencionals tenen una resolució limitada per la difracció d'uns 200 nm; en comparació, els microscopis electrònics estan limitats per la longitud d'ona de De Broglie de l'electró. Aquesta longitud d'ona, per exemple, és de 0,0037 nm per electrons que s'acceleren en un potencial de 100.000 volts. El microscopi electrònic de transmissió d'aberració corregida és capaç d'aconseguir una resolució per sota dels 0,05 nm, que és més que suficient per estudiar àtoms individuals. Aquesta capacitat converteix el microscopi electrònic en un instrument de laboratori molt útil per formar imatges d'alta resolució. Tanmateix, els microscopis electrònics són aparells molt cars i costosos de mantenir.
Existeixen dos tipus principals de microscopis electrònics: els de transmissió i els de rastreig. Els microscopis electrònics de transmissió funcionen d'una manera similar que un retroprojector: un feix d'electrons passa a través d'una llesca de material i llavors és projectat mitjançant lents en un film fotogràfic o un detector CCD. D'altra banda, els microscopis electrònics de rastreig produeixen la imatge mitjançant el rastreig d'un feix d'electrons localitzat al llarg de la mostra estudiada. La magnificació va des de 100× fins a 1,000,000× o més per tots dos tipus de microscopis. Finalment, el microscopi d'efecte túnel es basa en l'efecte túnel d'electrons que circulen entre un elèctrode afilat i el material estudiat per tal de generar imatges de resolució atòmica de la seva superfície.

### Altres aplicacions
En el làser d'electrons lliures (FEL, de les sigles en anglès) es fa passar un feix d'electrons relativistes a través d'un parell d'onduladors que contenen matrius d'imants dipolars, els camps magnètics dels quals tenen direccions alternades. Els electrons emeten radiació sincrotrònica que, al seu torn, interacciona coherentment amb els mateixos electrons. Això condueix a una forta amplificació del camp de radiació a la freqüència de ressonància. El FEL pot emetre una radiació electromagnètica coherent d'alta brillantor amb un ample rang de freqüències que va des de les microones fins als raigs X suaus. Aquests aparells es podrien fer servir en un futur per tasques de fabricació, comunicació i també per aplicacions mèdiques com ara cirurgia de teixits tous.
Els electrons es troben al cor dels tubs de raigs catòdics, que han estat molt utilitzats com a aparells de visualització d'instruments de laboratori, monitors d'ordinador i televisors. En un tub fotomultiplicador, cada fotó que xoca amb el fotocàtode inicia una allau d'electrons que produeix un pols de corrent detectable. Els tubs de buit fan servir el flux d'electrons per manipular senyals elèctrics; van tenir un paper essencial en el desenvolupament de la tecnologia electrònica. Tanmateix, actualment ja han estat reemplaçats per aparells d'estat sòlid com ara el transistor.